# Sphaerocyperus erinaceus
Sphaerocyperus erinaceus är en halvgräsart som först beskrevs av Henry Nicholas Ridley, och fick sitt nu gällande namn av Kaare Arnstein Lye. Sphaerocyperus erinaceus ingår i släktet Sphaerocyperus och familjen halvgräs. Inga underarter finns listade i Catalogue of Life.